# قدرة سلبية

تصف القدرة السلبية قدرة البشر على تجاوز ومراجعة سياقاتهم. ولقد استخدم هذا المصطلح الشعراء والفلاسفة في وصف قدرة الفرد على التصور والتفكير والعمل خارج نطاق أي افتراض مسبق لقدرة الإنسان المحددة سلفًا. ويجسد هذا المصطلح كذلك فكرة رفض قيود أي سياق، والقدرة على تجربة ظاهرة خالية من الحدود المعرفية، فضلًا عن التأكيد على إرادة المرء الخاصة وفرديته في قيامه بأنشطته الخاصة. ولقد كان أول استخدام لهذا المصطلح بواسطة الشاعر الرومانسي جون كيتس؛ حيث استخدمه لنقد أولئك الذين سعوا لتصنيف كافة التجارب والظواهر وقاموا بتحويلها إلى نظرية معرفة. وحديثًا، اعتمد استخدام هذا المصطلح الفيلسوف وواضع النظريات روبرتو مانجابيرا أنجر للتعليق على طبيعة البشر وشرح كيف يستطيع البشر الابتكار والمقاومة داخل السياقات الاجتماعية المحدودة. ولقد كان هذا المفهوم كذلك مصدر إلهام لممارسات التحليل النفسي والفن في القرن العشرين وكذلك النقد الأدبي.

## كيتس: قدرة الشاعر على التعبير
استخدم الشاعر جون كيتس مصطلح القدرة السلبية لوصف انفتاح الفنان على العالم وعجائبه الطبيعية، وكذلك لنبذ أولئك الذين حاولوا صياغة النظريات أو المعرفة المطلقة. وفي إطار هذا المفهوم، افترض كيتس أن العالم والبشر يتميزان بعمق لا نهائي. إن مثل هذا الموقف قد وضع كيتس في طليعة الحركة الرومانسية، بل حتى على أعتاب فترة الحداثة، وفقًا لبعض المعلقين.
وفي خطاب أرسله لإخوته، جورج وتوماس كيتس، بتاريخ 21 ديسمبر 1817، استخدم كيتس عبارة القدرة السلبية للمرة الأولى والوحيدة. كما استخدمه في انتقاده الذي وجهه لـ كولريدج، والذي كان يؤمن أن المعرفة المنشودة تتفوق على الجمال:

لم يحدث نزاع بيني وبين ديلك، بل كان الأمر بمثابة خطاب ناقشت خلاله موضوعات متنوعة؛ وأشياء كثيرة تدور برأسي، وفجأة أذهلني ما هي الجودة التي تعمل على تكوين «رجل الإنجاز»، وبخاصة في الأدب، تلك الخاصية التي يتميز بها ويليام شكسبير بشكل كبير - أقصد بذلك القدرة السلبية، والتي تعني عندما يكون الإنسان قادرًا على أن يتواجد في حالات من عدم اليقين والألغاز والشكوك دون أن يصل به هذا الإحساس إلى تعكر المزاج بعد معرفة الحقيقة والسبب - فكوليردج، على سبيل المثال، يفضل أن يذهب بمخيلة معزولة جيدًا حصل عليها من سر الغموض، عن أن يكون عاجزًا على الإبقاء على المحتويات بنصف معرفة. وقد تأخذنا مطالعة المجلدات إلى أكثر من ذلك، حيث إنه في ظل وجود شاعر عظيم، يتغلب الإحساس بالجمال على كل الاعتبارات، أو بالأحرى يطمس كل الاعتبارات.

أدرك كيتس أن كوليردج كان يحاول البحث عن حقيقة أو حل واحد أسمى يفسر حالات الغموض الموجودة في العالم الطبيعي. ومضى ليدرك وقوع ديلك ووردسوورث في نفس الخطأ. فيزعم كيتس أن كل هؤلاء الشعراء يفتقرون إلى الموضوعية والشمولية في نظرتهم إلى الحالة البشرية والعالم الطبيعي. وفي كل حالة، اكتشف كيتس عقلًا يرمز إلى مسار خاص ضيق، وليس «طريقًا يضم كافة الأفكار.» ولقد كانت حالات الافتقار بالنسبة لكايتس تمثل الصفات المحورية التي لا غنى عنها واللازمة لتحقيق المرونة والانفتاح على العالم، أو ما أشار إليه باسم القدرة السلبية.
ويعمل مفهوم القدرة السلبية على وجه التحديد بمثابة رفض لمجموعة من الفلسفات والأنظمة المتصورة سلفًا حول الطبيعة. وهنا دافع كيتس عن قبول فكرة أن ما يمكن أن نعلمه عن العالم هو بالضرورة محدود للغاية، وبهذا رفض محاولة الفنانين تحليل العالم أو تبريره أو تصنيفه. فقد طالب كايتس الشعراء أن يكونوا متقبلين العالم كما هو بدلًا من محاولة البحث عن حقيقة ما أو سبب، وعدم السعي وراء المعرفة المطلقة حول كل حقيقة أو غموض أو شك.
إن مصدر هذا المصطلح معروف، غير أن بعض العلماء افترضوا أن كيتس عند تسميته لهذا المصطلح كان متأثرًا بدراساته في مجالات الطب والكيمياء، وأن المصطلح يشير إلى القطب السالب لـ تيار كهربي والذي يكون مشحونًا بشحنة سالبة ومستقبلًا. وبنفس الطريقة التي يستقبل بها القطب السالب الشحنة من القطب الموجب، يستقبل الشاعر الدوافع من العالم المليء بحالات من بالغموض والشك، والتي لا يمكن تفسيرها لكن يستطيع الشاعر ترجمتها إلى فن.
على الرغم من أنها كانت المرة الوحيدة التي استخدم فيها كيتس المصطلح، إلا أن هذه النظرة الجمالية ورفض الاتجاه نحو التبرير قد أثرت كثيرًا على حركة الرومانسية ومبادئ الخبرة الإنسانية.

## أنجر: فرضية القدرة السلبية
استخدم روبرتو أنجر مصطلح كيتس لتفسير مقاومة الانقسامات والتسلسلات الاجتماعية الصارمة. فبالنسبة لأنجر، يشير مصطلح القدرة السلبية إلى أن «رفض كل ما يحيط بنا يسمو بنا إلى نظام ثابت من الانقسامات والتسلسل وإلى الاضطرار إلى الاختيار الإجباري بين اتباع النظام الروتيني أو التمرد على الواقع.» وبالتالي من خلال مصطلح القدرة السلبية نستطيع المواصلة في تقوية أنفسنا ضد القيود الاجتماعية والمؤسسية، وتخفيف الوثاق الذي يوقع بنا في محطة اجتماعية معينة.
يمكن مطالعة أحد الأمثلة التي توضح مفهوم القدرة السلبية بالعمل في مجال الابتكار الصناعي. في سبيل خلق ميزة للمبتكر وتطوير أشكال جديدة من المشاريع الاقتصادية، لن يصبح رجل الصناعة الحديثة أكثر كفاءة بالاعتماد على استخراج الفائض القائم على أدوار العمل الموجودة مسبقًا فحسب، بل يلزم كذلك ابتكار أساليب جديدة للعمل المرن، والخبرة وإدارة رأس المال. فهو بحاجة لأن يجمع الناس معًا مستخدمًا أساليب جديدة ومبتكرة ويعيد تحديد أدوار العمل وتنظيم مكان العمل. فكان يتحتم على المصنع الحديث أن يقوم بالعمل فورًا على استقرار بيئته الإنتاجية من خلال ابتكار قيود جديدة يفرضها على العمل مثل مدة يوم العمل وتوزيع المهام، ولكن في نفس الوقت لا يمكن أن تكون تلك القيود شديدة أو المخاطرة بكونها غير ملائمة مع المتنافسين، كـأن تكون غير قادرة على تغيير مهام الإنتاج أو القدرة الإنتاجية. وبهذا يمكننا القول إن هؤلاء الصناعيين والمديرين الذين كانوا قادرين على كسر الأشكال التنظيمية القديمة قد مارسوا القدرة السلبية.
تعد فرضية القدرة السلبية عنصرًا رئيسيًا في نظرية أنجر الضرورة الزائفة والسياق التكويني. وتزعم نظرية الضرورة الزائفة أن عوالمنا الاجتماعية هي صناعة جهودنا البشرية الخاصة. فلا يوجد أي ترتيبات مؤسسية محددة مسبقًا تلتزم بها مجتمعاتنا، كذلك لا يوجد قالب تاريخي ضروري من التطور تعكف تلك المجتمعات على اتباعه. بل نحن أحرار في اختيار وتطوير الأشكال والمسارات التي ستتخذها مجتمعاتنا من خلال عملية من الصراعات والقرارات. ومع ذلك يوجد مجموعات من الترتيبات المؤسسية التي تعمل معًا في سبيل إخراج أشكال مؤسسية معينة كالديمقراطية الليبرالية على سبيل المثال. وتعتبر تلك الأشكال أساس الهيكل الاجتماعي، والذي أشار إليه أنجر باسم السياقات التكوينية. وحتى يقوم بتفسير كيف يتم الانتقال من سياق تكويني واحد لآخر دون وجود قيود النظرية الاجتماعية التقليدية الخاصة بالضرورة التاريخية (على سبيل المثال الانتقال من النظام الإقطاعي إلى الرأسمالي)، على أن يتم القيام بذلك في ظل الإيمان بالفكرة الرئيسية لتمكين الأفراد البشرية والفكر الاجتماعي المعادي للجبرية، اعترف أنجر أن هناك عددًا لا نهائيًا من أساليب مقاومة القيود الاجتماعية والمؤسسية، والتي من الممكن أن تؤدي إلى عدد لا حصر له من النتائج. وتسهم تلك المجموعة المتنوعة من أشكال المقاومة والتمكين (على سبيل المثال القدرة السلبية) في جعل التغيير ممكن الحدوث.
تعالج فرضية القدرة السلبية هذه مشكلة الاستقلالية فيما يتعلق بالهيكل. فتعترف هذه الفرضية بالقيود المفروضة على الهيكل وتأثيره المشكّل على الأفراد، ولكن في نفس الوقت ترى أن الفرد قادر على مقاومة هذا السياق ورفضه وتجاوزه. وعلى عكس النظريات الأخرى من الهيكل والاستقلالية، لا تقلص نظرية القدرة السلبية من قدرات الفرد إلى مجرد فاعل بسيط لا يمتلك سوى قدرة مزدوجة تتمثل إما بالامتثال للأمر أو التمرد عليه، بل تراه قادرًا على المشاركة في مجموعة متنوعة من الأنشطة الخاصة بالتمكين الذاتي.

## بيون
استفاض المحلل النفسي البريطاني محلل القرن العشرين ويلفريد بيون في دراسة مصطلح كيتس لإيضاح سلوك انفتاح العقل والذي اعتبره قضية ذات أهمية محورية، ليس في جلسات التحليل النفسي فحسب، بل أيضًا في الحياة نفسها. وبالنسبة لبيون، تتمثل فكرة القدرة السلبية في القدرة على تحمل الألم والارتباك الناتج عن عدم المعرفة، بدلًا من فرض الثوابت الجاهزة أو المطلقة على حالة غامضة أو تحدٍ عاطفي. وقد تم تطبيق فكرته هذه على نطاق أوسع في المدرسة البريطانية المستقلة، وكذلك في أماكن أخرى معنيّة بمجالات التحليل النفسي والعلاج النفسي.

## إشارات أخرى للمصطلح
- يتم النظر إلى القدرة السالبة باعتبارها تصب في صلب موضوع الحداثة[17] - حيث إنها تسهم فيما وصفه شارل بودلير باسم التعطش للأنا بالنسبة للأشخاص الذين يعيشون خارج الذات...أميرًا يستمتع بالتخفي أينما ذهب".[18]
- في ثلاثينيات القرن العشرين، اقتبس الفيلسوف الأمريكي جون ديوي مصطلح القدرة السلبية الخاص بكيتس وقد كان لهذا الاقتباس تأثير على البراغماتية الفلسفية الخاصة به، وقال عن خطاب كيتس أنه «يحتوي على مزيد من علم نفس الفكر الإنتاجي عن العديد من الأطروحات».[19][20]

- عنوان كتاب ناثن سكوت القدرة السلبية؛ دراسات في الأدب الحديث والموقف الديني (Negative capability; studies in the new literature and the religious situation) مستوحى من الشاعر كايتس،[21]
- في ظل استخدام الاستعارة من الجبهة الشرقية في الحرب العالمية الثانية، اعتبر تيد هيوز أن مصطلح القدرة السلبية يشير إلى الدافع الذي يعمل على تمكين الشعر من مواصلة أداء مهامه على الرغم من حالة السوء.[22]

## النقد
أعرب ستانلي فيش عن تحفظات قوية حول محاولة تطبيق مفهوم القدرة السلبية على السياقات الاجتماعية. وقد كتب في إطار نقده لآخر أعمال أنجر بأنه غير قادر على رسم طريق للفكرة حتى يمكنها أن تعبر من خلاله إلى عالم الواقع، الأمر الذي يجعل التاريخ موصدًا كما تجعل الأفراد الذين يؤمنون بهذا المفهوم متخبطين كمن يركل ضد الهواء. ويرى فيش أن القدرة التي استشهد بها أنجر في آخر أعماله غير متصورة كما أنها غير مستساغة؛ فلا يمكن التعبير عنها صراحةً سوى في خطاب صارخ، أو بشكل غير مباشر في المفهوم. وعلى نحو أكثر تعميمًا، يرى فيش أن فكرة الثقافة الراديكالية مثال معارض يتم من خلاله تبرير السياق أو رفضه باستمرار بطريقة عملية في أحسن الأحوال، ويكون مستحيلًا حدوثه في أسوئها. وعلى الجانب الآخر، عالج أنجر تلك الانتقادات من خلال تطوير نظرية شاملة حول العملية التاريخية يتم في إطارها استخدام مفهوم القدرة السلبية.

## كتابات أخرى
- A. C. Bradley, 'The Letters of Keats' in Oxford Lectures on Poetry (1965[1909])
- W.J. Bate, Negative Capability: The Intuitive Approach in Keats. Intro by Maura Del Serra (New York: Contra Mundum Press, 2012).
- S. Fish, “Unger and Milton”, in Doing What Comes Naturally (1989): 339-435.
- Li Ou, Keats and Negative Capability (2009)
- Unger، Roberto (1984). Passion: An Essay on Personality. New York: Free Press. {{استشهاد بكتاب}}: الوسيط غير المعروف |الرقم المعياري= تم تجاهله يقترح استخدام |ردمك= (مساعدة)
- Unger، Roberto (1987). Social Theory, Its Situation and Its Task. Cambridge: Cambridge University Press. {{استشهاد بكتاب}}: الوسيط غير المعروف |الرقم المعياري= تم تجاهله يقترح استخدام |ردمك= (مساعدة)
- Wigod, Jacob D. 1952. "Negative Capability and Wise Passiveness". Publications of the Modern Language Association of America. 67 (4): 383-390.

## وصلات خارجية
- R. French et al, 'Negative Capability: The Key to Creative Leadership'